# Six Feet Down Under (Part II)
Six Feet Down Under (Part II) es un EP conmemorativo en vivo limitado hecho por la banda norteamericana de Thrash metal, Metallica. Es la segunda parte del EP previo Six Feet Down Under y las canciones fueron grabadas únicamente en Australia y Nueva Zelanda. Este EP fue vendido en las tiendas Trans-Tasman y en el sitio oficial de la banda y contiene 8 temas de la gira en estos países.

## Lista de canciones
| N.º | Título                      | Grabado                                                                           | Duración |  |
| 1.  | «Blackened»                 | 16 de octubre de 2010 en el Brisbane Entertainment Center, en Brisbane, Australia | 6:27     |  |
| 2.  | «Ride the Lightning»        | 14 de octubre de 2010 en el Vector Arena, en Auckland, New Zealand                | 7:10     |  |
| 3.  | «The Four Horsemen»         | 18 de septiembre de 2010 en el Acer Arena, en Sídney, Australia                   | 5:20     |  |
| 4.  | «Welcome Home (Sanitarium)» | 15 de septiembre de 2010 en el Rod Laver Arena, en Melbourne, Australia           | 6:23     |  |
| 5.  | «Master of Puppets»         | 16 de octubre de 2010 en el Brisbane Entertainment Center, en Brisbane, Australia | 8:24     |  |
| 6.  | «...And Justice for All»    | 18 de octubre de 2010 en el Brisbane Entertainment Center, en Brisbane, Australia | 9:08     |  |
| 7.  | «Fade to Black»             | 18 de septiembre de 2010 en el Acer Arena, en Sídney, Australia                   | 7:33     |  |
| 8.  | «Damage, Inc.»              | 22 de septiembre de 2010 en el CBS Canterbury Arena, en Christchurch, New Zealand | 5:25     |  |